# Kopalina (stacja kolejowa)
Kopalina – przystanek kolejowy w Kopalinie w województwie dolnośląskim, w powiecie oławskim. Przystanek powstał pod koniec lat 80. XX wieku.
Od 12 grudnia 2021 roku przystanek na żądanie.

## Ruch pasażerski
| Rok  | Wymiana pasażerska na dobę |
| ---- | -------------------------- |
| 2017 | 0-9                        |
| 2022 | 0-9                        |